# Plagiostachys nicobarica
Plagiostachys nicobarica là một loài thực vật có hoa trong họ Gừng. Loài này được M.Sabu, Sanoj & Prasanthk. mô tả khoa học đầu tiên năm 2008.